# Stomorska
Stomorska is een plaats in Kroatië. Het is de oudste haven op het eiland Šolta.

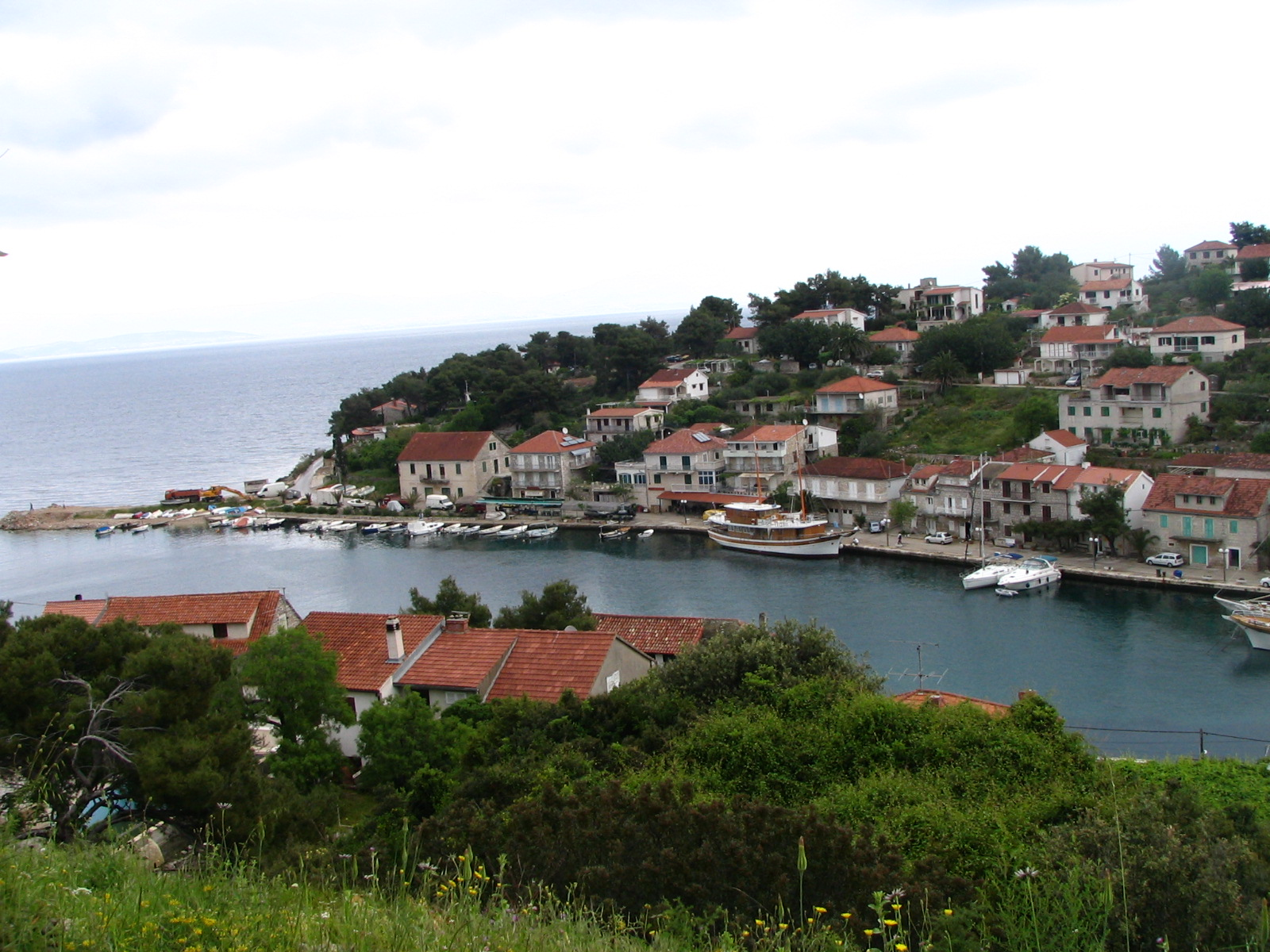
Stomorska